# Challenger de Estambul II 2021
El torneo Amex-Istanbul Challenger II 2021 fue un torneo profesional de tenis. Perteneció al ATP Challenger Tour 2021. Se disputó en su 35.ª edición sobre superficie dura bajo techo, en Estambul, Turquía, entre el 13 y el 19 de septiembre de 2021.

## Jugadores participantes del cuadro de individuales
| Favorito | País                 | Jugador            | Rank1 | Posición en el torneo |
| -------- | -------------------- | ------------------ | ----- | --------------------- |
| 1        | Bandera de Australia | James Duckworth    | 68    | CAMPEÓN               |
| 2        | Bandera de Moldavia  | Radu Albot         | 108   | Segunda ronda         |
| 3        | Bandera de Colombia  | Daniel Elahi Galán | 110   | Primera ronda         |
| 4        | Bandera de Japón     | Yasutaka Uchiyama  | 123   | Cuartos de final      |
| 5        | Bandera de Australia | Marc Polmans       | 148   | Segunda ronda         |
| 6        | Bandera de Rusia     | Yevgueni Donskoi   | 152   | Segunda ronda         |
| 7        | Bandera de Ucrania   | Illya Marchenko    | 154   | Segunda ronda         |
| 8        | Bandera de Egipto    | Mohamed Safwat     | 176   | Baja                  |

- 1 Se ha tomado en cuenta el ranking del 30 de agosto de 2021.

### Otros participantes
Los siguientes jugadores recibieron una invitación (wild card), por lo tanto ingresan directamente al cuadro principal (WC):
- Sarp Ağabigün
- Koray Kırcı
- Victor Vlad Cornea

Los siguientes jugadores ingresan al cuadro principal tras disputar el cuadro clasificatorio (Q):
- Nick Chappell
- Christopher Heyman
- Laurent Lokoli
- Aldin Šetkić

## Campeones

### Individual Masculino
- James Duckworth derrotó en la final a  Wu Tung-lin, 6–4, 6–2

### Dobles Masculino
- Radu Albot /  Alexander Cozbinov derrotaron en la final a  Antonio Šančić /  Artem Sitak, 4–6, 7–5, [11–9]